# Schwartmecke (Kirchhundem)
Schwartmecke ist ein Dorf mit 90 Einwohnern im Nordosten der Gemeinde Kirchhundem im Kreis Olpe (Nordrhein-Westfalen).

## Geografie

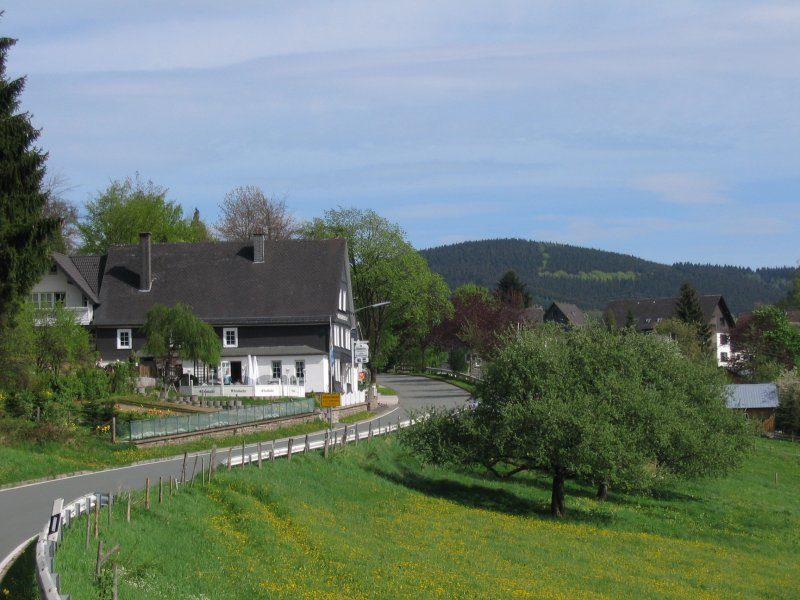

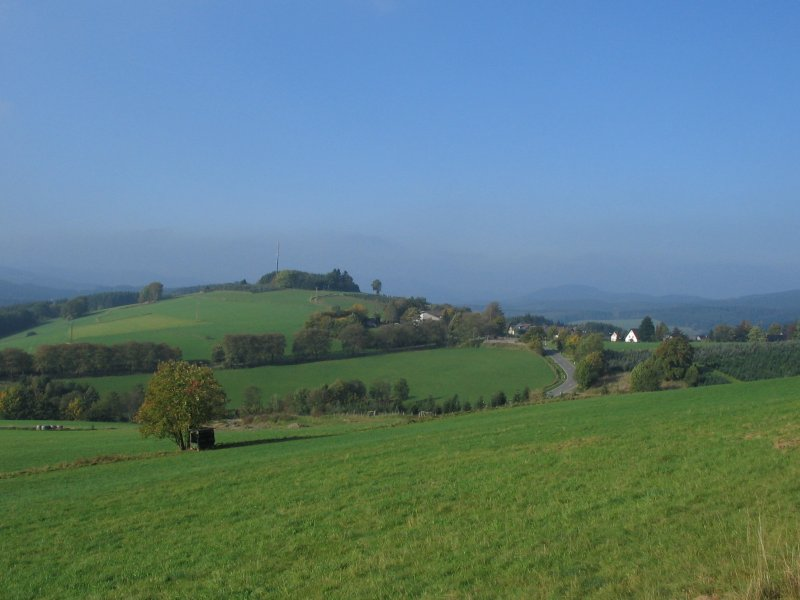

### Geografische Lage
Schwartmecke liegt auf einem Sattel am Südwesthang des 622 m hohen Heisterberges. Die Landschaft in unmittelbarer Umgebung des Dorfes wird hauptsächlich durch Wiesen und Viehweiden geprägt, während in der weiteren Umgebung vor allem in den Hochlagen Fichtenhochwald vorherrscht.

### Nachbarorte
Die nächstgelegenen Orte sind Oberhundem 1 km südöstlich, Stelborn 1 km nordwestlich sowie Erlhof 1 km und Selbecke 1,5 km westlich.

## Geschichte
Die älteste erhaltene schriftliche Erwähnung Schwartmeckes geht auf das ausgehende 15. Jahrhundert zurück, als in einer Aufstellung der Johan van Ole zugefallenen Güter und Eigenleute „… item ute dem gude thor Swortenbeke wellet 1 mal karns…“ aufgeführt ist. Die Schatzregister von 1565 verzeichnen bereits drei Güter, die in den folgenden Jahrhunderten teilweise weiter aufgeteilt werden.
Etwa ab dem 19. Jahrhundert siedeln sich einige Kötter an. Ende des 20. Jahrhunderts setzt dann eine rege Neubautätigkeit ein, die den Ort auf die heutige Größe anwachsen lässt.

## Wirtschaft und Infrastruktur

### Verkehr
Schwartmecke liegt an der Kreisstraße 21, die von der Landesstraße 553 ausgehend über Selbecke, Erlhof, Stelborn und Schwartmecke in Oberhundem zurück zur L 553 führt. Mehrmals täglich verkehrt die Bus-Linie R36 der VWS.

## Persönlichkeiten
- Fritz Willmes (1906 – unbekannt), Landrat des Kreises Iserlohn
- Georg Kneer (* 1960), Soziologe und Hochschullehrer